# Ofenpass
Ofenpass (niem. Ofenpass, wł. Passo del Forno, romansz Pass dal Fuorn) – przełęcz w Alpach Retyckich zlokalizowana we wschodniej Szwajcarii. Znajduje się na wysokości 2149 m n.p.m.. Przez przełęcz przebiega droga nr 28 łącząca Zernez z Tschierv w dystrykcie Inn.

## Galeria

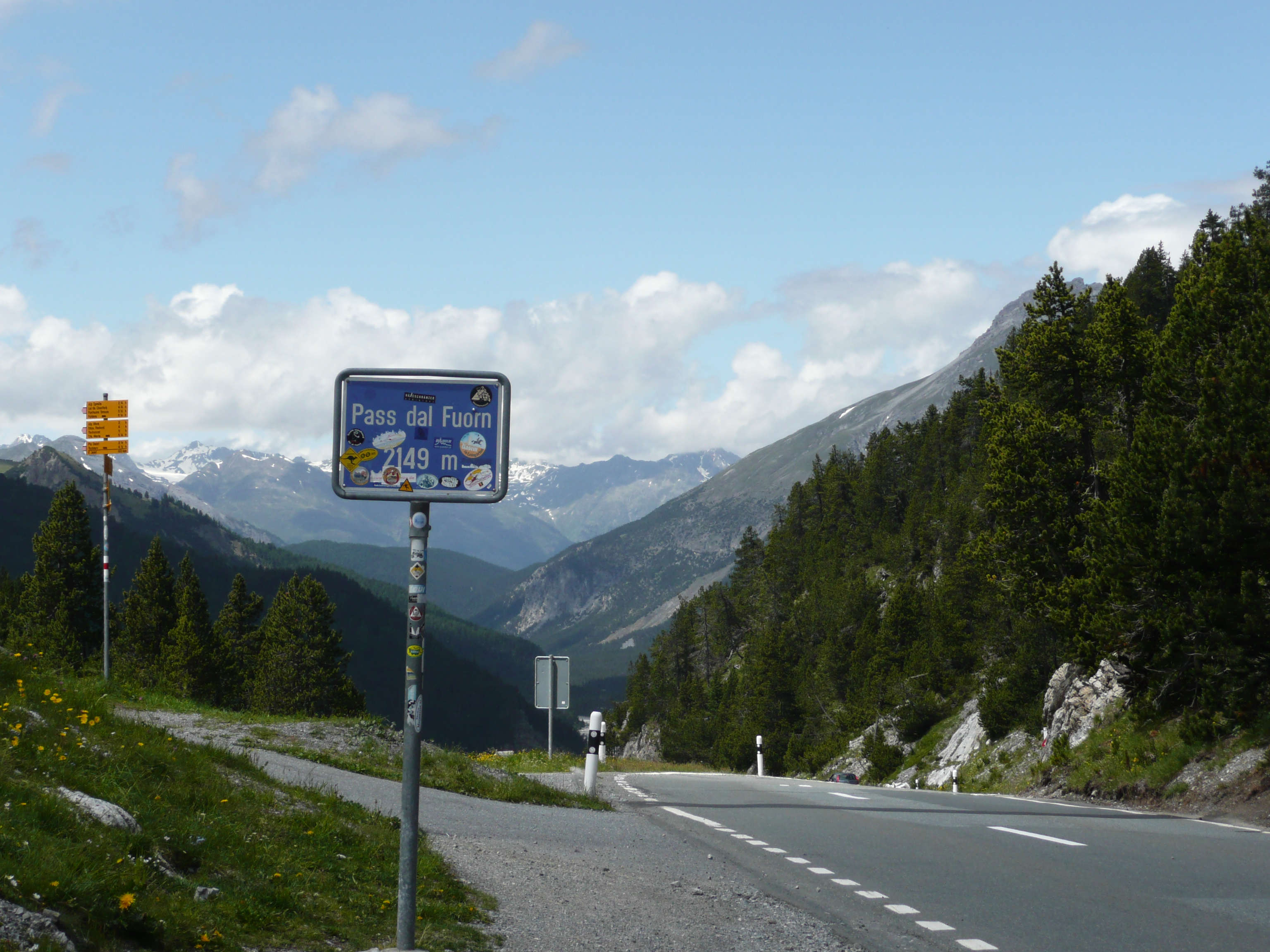
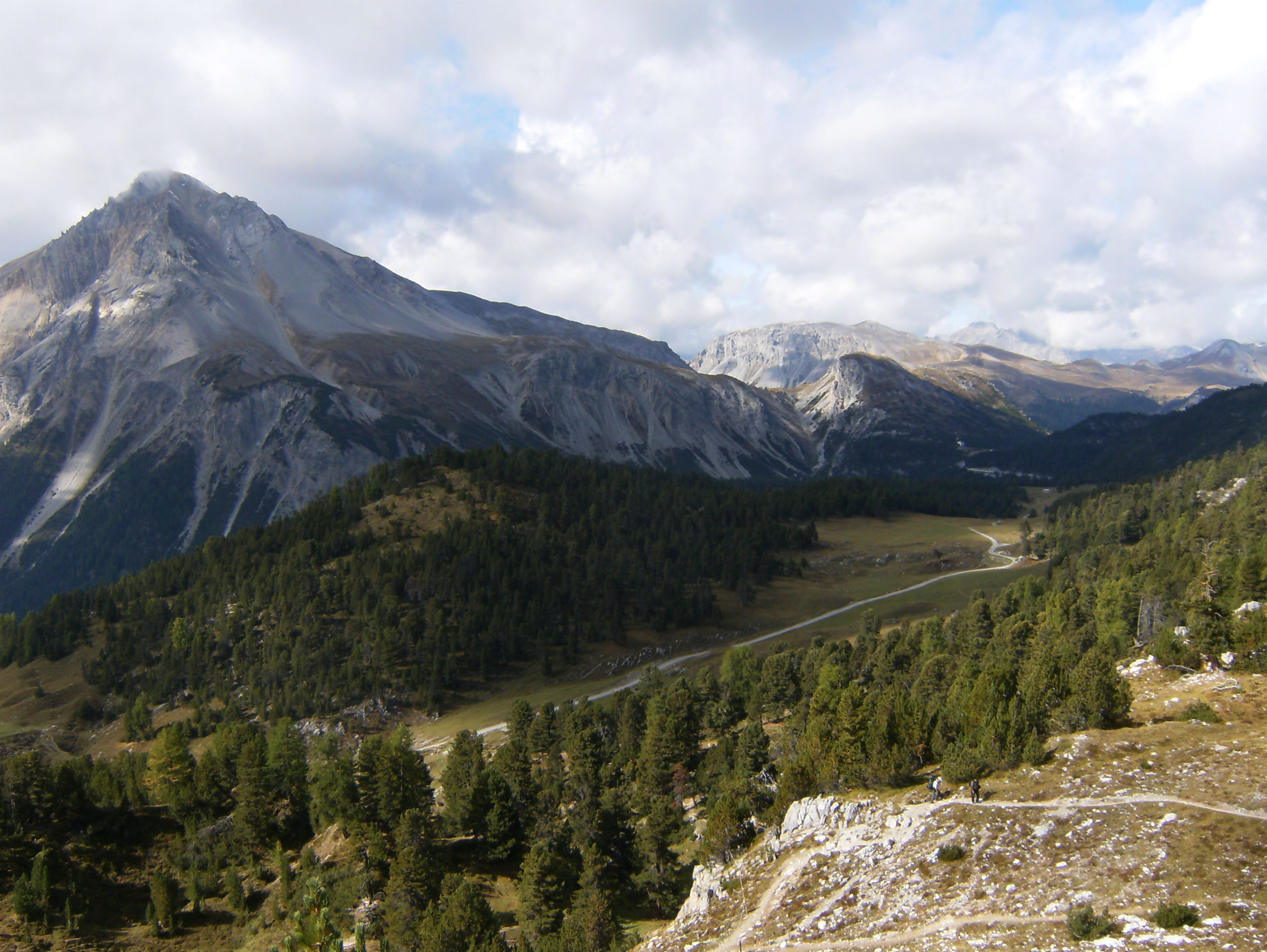
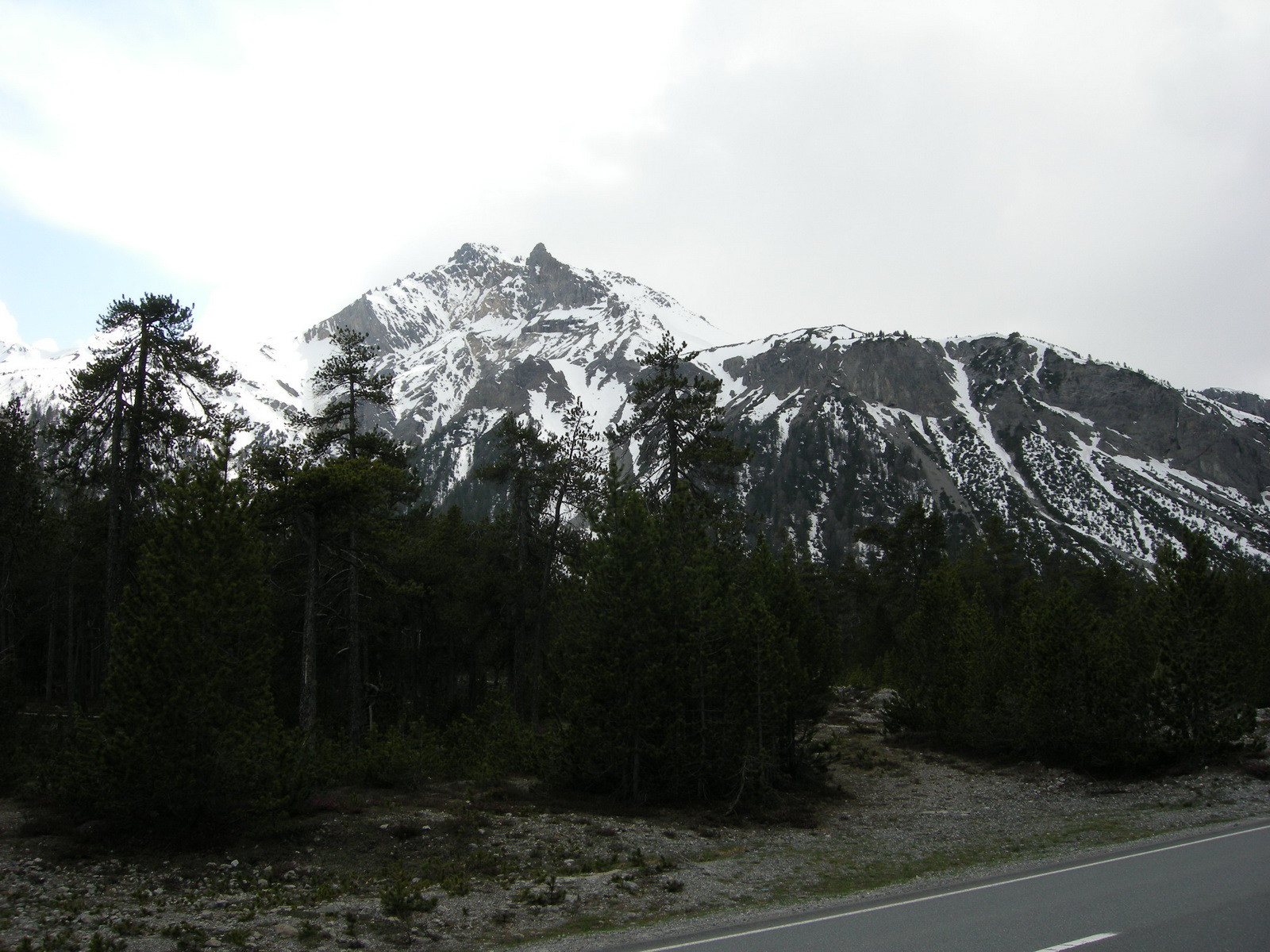